# Schizura leptinoides
Schizura leptinoides är en fjärilsart som beskrevs av Augustus Radcliffe Grote 1864. Schizura leptinoides ingår i släktet Schizura och familjen tandspinnare. Inga underarter finns listade.